# Diamond Lake (Oregon)
Diamond Lake az Amerikai Egyesült Államok északnyugati részén, Oregon állam Douglas megyéjében elhelyezkedő önkormányzat nélküli település.